# Campagne de l'Illinois

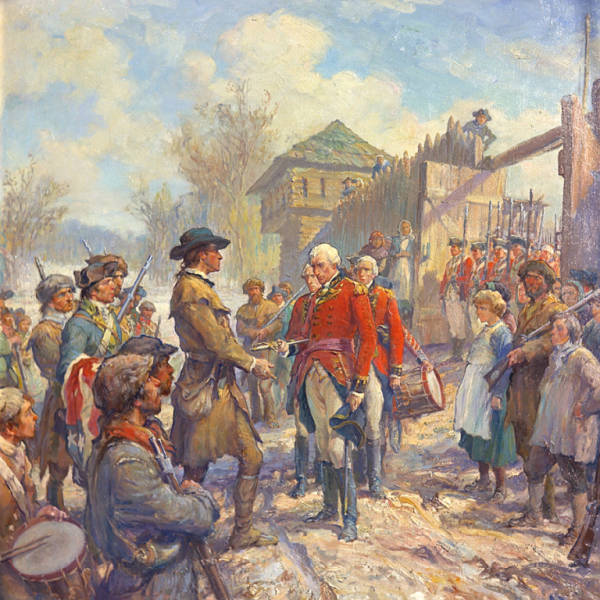
Fall of Fort Sackville par Frederick Coffay Yohn (1923).

La campagne de l'Illinois est une série d'événements dans la guerre d'indépendance des États-Unis entre juillet 1778 et février 1779 dans laquelle une petite force de miliciens de Virginie dirigée par George Rogers Clark a pris le contrôle de plusieurs forts britanniques dans le pays des Illinois (ce qui est maintenant le Midwest des États-Unis). La campagne est l'action militaire la plus connue du théâtre occidental de la guerre d'indépendance et la source de la réputation de Clark comme un des premiers héros militaires américains.
En juillet 1778, Clark et ses hommes ont traversé la rivière Ohio du Kentucky et ont pris le contrôle de Kaskaskia, Vincennes et plusieurs autres villages du territoire britannique. L'occupation a été accompli sans coup férir, car la plupart des Canadiens et des habitants amérindiens n'étaient pas disposés à prendre les armes au nom de l'Empire britannique. Pour contrer l'avancée de Clark, Henry Hamilton, le lieutenant-gouverneur britannique à Fort Detroit, repris Vincennes avec une petite force. En février 1779, Clark revient à Vincennes dans une expédition surprise hivernale et prend de nouveau la ville, capturant Hamilton dans sa conquête. La Virginie a capitalisé sur le succès de Clark en revendiquant la région.
L'importance de la campagne de l'Illinois a fait l'objet de nombreux débats. Parce que les Britanniques ont cédé l'ensemble du territoire du Nord-Ouest dans le Traité de Paris en 1783, certains historiens ont crédité Clark d'avoir presque doublé la taille des Treize colonies originales en prenant le contrôle du pays des Illinois pendant la guerre. Pour cette raison, Clark a été surnommé « Conquérant de l'Ouest », et sa campagne de l'Illinois, en particulier la marche surprise à Vincennes  a été grandement célébrée et romancée. D'autres historiens ont minimisé l'importance de la campagne, en faisant valoir que « la conquête » de Clark était une occupation temporaire qui n'a eu aucune incidence sur les négociations de frontières en Europe.